# Michiel Gouman
Michiel Gouman (Heemstede, 1957) is een Nederlands voormalig presentator.

## Levensloop
Gouman groeide op in een christelijk gezin. Hij studeerde in 1983 af in de fysische geografie aan de Vrije Universiteit. Na zijn studie gaf hij onder andere een jaar les op een middelbare school en werkte als trainer bij Navigators Studentenverenigingen.
In 1990 spotte EO-coryfee Dirk-Jan Bijker hem in een dienst waar hij als presentator optrad. Bijker haalde Gouman bij de omroep. Zijn eerste project was het eindredacteurschap bij het programma Mannen. Daarna presenteerde Gouman verschillende programma's, zoals Voor Galg en Rad, Wittewierum (samen met Bijker), Mijn God en Kaarten op Tafel. Bij verschillende andere programma's was hij werkzaam als eindredacteur. In diezelfde tijd verscheen onder andere van Goumans hand een gedichtenbundel onder de naam Samen Ontbijten, en Schuurpapier, een boekje met columns. In november 2009 volgde hij Arie Boomsma op bij het journalistieke radioprogramma Dit is de Dag. Dat werk deed hij negen maanden. Naast zijn werkzaamheden voor de Evangelische Omroep werkt hij als contextueel coach.
Samen met zijn vrouw Ans Schouten heeft Gouman drie kinderen.